# Rosthuvad novis
Rosthuvad novis (Nonnula amaurocephala) är en fågel i familjen trögfåglar inom ordningen jakamar- och trögfåglar.

## Utbredning och systematik
Rosthuvad novis föreommer i nordvästra Brasilien norr om Amazonfloden och väster om Rio Negro. Den behandlas som monotypisk, det vill säga att den inte delas in i några underarter.

## Status
IUCN kategoriserar arten som livskraftig.